# Musashino
Musashino (武蔵野市?) è una città conurbata in Tokyo, Giappone.

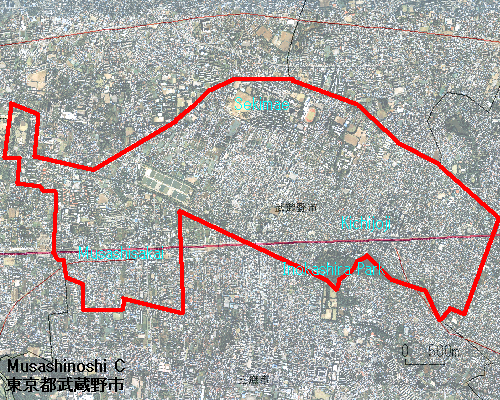
La città di Musashino dal satellite

Nel 2003 la città aveva una popolazione stimata in 136 326 abitanti su un'area di 10,73 km², con una densità di 12.705,13 persone per km².

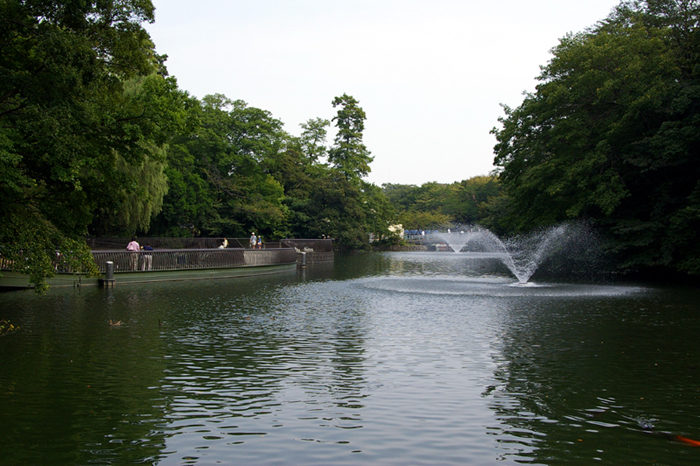
Il parco di Inokashira

Musashino fu fondata il 3 novembre 1947. La città è formata da tre quartieri, fra i quali Kichijōji, dove si trova la sorgente del fiume Kanda.
La città ospita il parco di Inokashira, che prosegue verso sud nella città di Mitaka.